# Kostelec nad Orlicí (stacja kolejowa)
Kostelec nad Orlicí – stacja kolejowa w miejscowości Kostelec nad Orlicí, w kraju hradeckim, w Czechach. Jest ważnym węzłem kolejowym o znaczeniu regionalnym. Znajduje się na wysokości 280 m n.p.m.
Jest zarządzana przez Správę železnic. Na stacji nie ma możliwości zakupu biletów, a obsługa podróżnych odbywa się w pociągu.

## Linie kolejowe
- 021 Týniště nad Orlicí - Letohrad